# مارنی کورپوریشن
مارنی کورپوریشن (انگلیسی: Marni Corporation) شرکت کالای لوکس ایتالیایی است، که در سال ۱۹۹۴ تأسیس شد.